# Protestantse Kerk (Berlicum-Rosmalen)

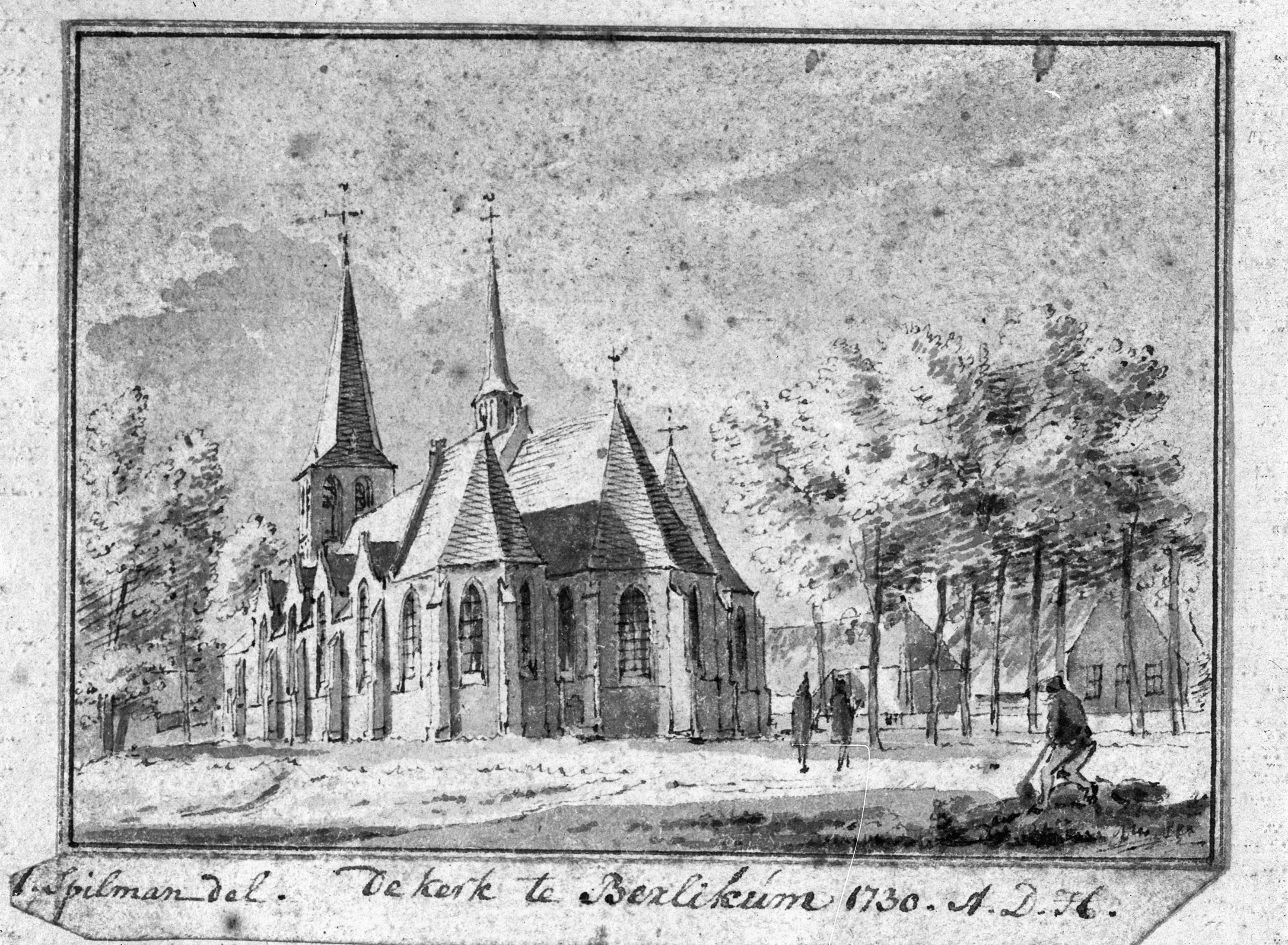
De kerk in 1730

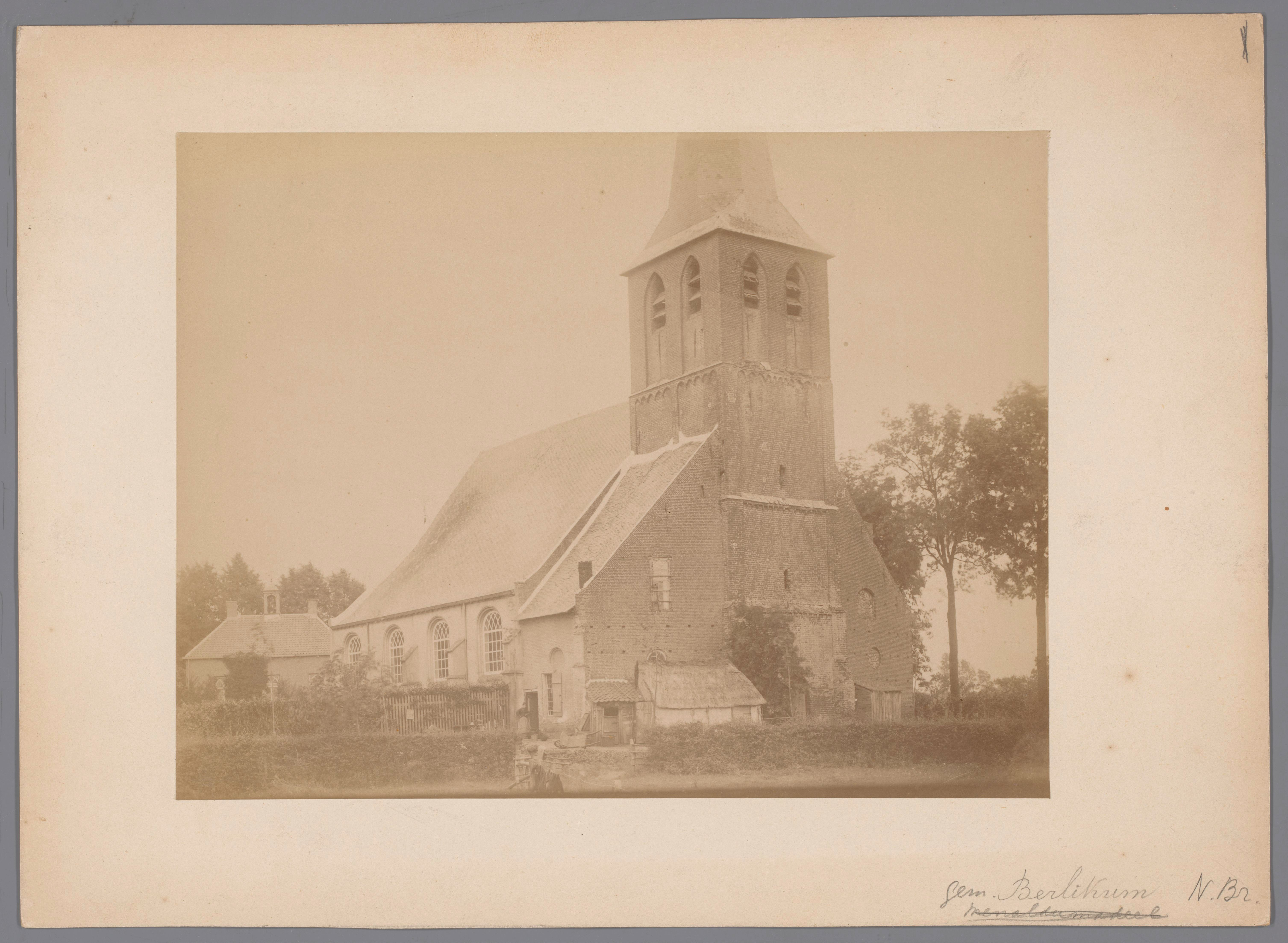
De kerk tussen 1890 en 1920

De Protestantse kerk Berlicum-Rosmalen is een PKN-kerk in de Nederlandse plaats Berlicum. Op de plaats waar de kerk nu staat, stond rond het jaar 750 al een houten kerk. Tussen 1300 en 1375 werd de kerk omgezet in een stenen kerk. Ten tijde van de beeldenstorm is het kerkje voor een groot deel vernield en ontheiligd. Na een grondige reiniging is de kerk in 1613 opnieuw gewijd. Naast de kerk bevindt zich een begraafplaats.
In de Tweede Wereldoorlog is de kerk grotendeels verwoest.
De protestantse kerk staat ingeschreven in het rijksmonumentenregister. Momenteel is de predikantsplaats vacant van de Protestantse Gemeente Berlicum-Rosmalen.